# Escrignelles
Escrignelles – miejscowość i gmina we Francji, w Regionie Centralnym, w departamencie Loiret.
Według danych na rok 1990 gminę zamieszkiwały 83 osoby, a gęstość zaludnienia wynosiła 6 osób/km² (wśród 1842 gmin Centre, Escrignelles plasuje się na 1046. miejscu pod względem liczby ludności, natomiast pod względem powierzchni na miejscu 948.).